# Xanthophytum pubistylosum
Xanthophytum pubistylosum là một loài thực vật có hoa trong họ Thiến thảo. Loài này được Axelius miêu tả khoa học đầu tiên năm 1990.